# Едуард Донал Томас

Едуард Донал Томас (на английски: Dr. Edward Donnall (Don) Thomas; 15 март 1920 г. – 20 октомври 2012 г.) е американски лекар работещ в областта на трансплантациите, почетен професор на Вашингтонския университет и Онкологичния изследователски център „Фред Хадчинсон“. Получава Нобелова награда за физиология или медицина за 1990 г. заедно с Джозеф Мюрей за открития свързани с трансплантацията на органи и клетки при лечението на болести.
Счита се, че Едуард Донал Томас за първи път осъществява присаждане на костен мозък при лечението на левкемия.